# Kylo Ren
Kylo Ren, właśc. Ben Solo – fikcyjna postać ze świata Gwiezdnych wojen, po raz pierwszy pojawiająca się w filmie Gwiezdne wojny: Przebudzenie Mocy z 2015 roku, gdzie w jego rolę wcielił się Adam Driver.

## Życiorys

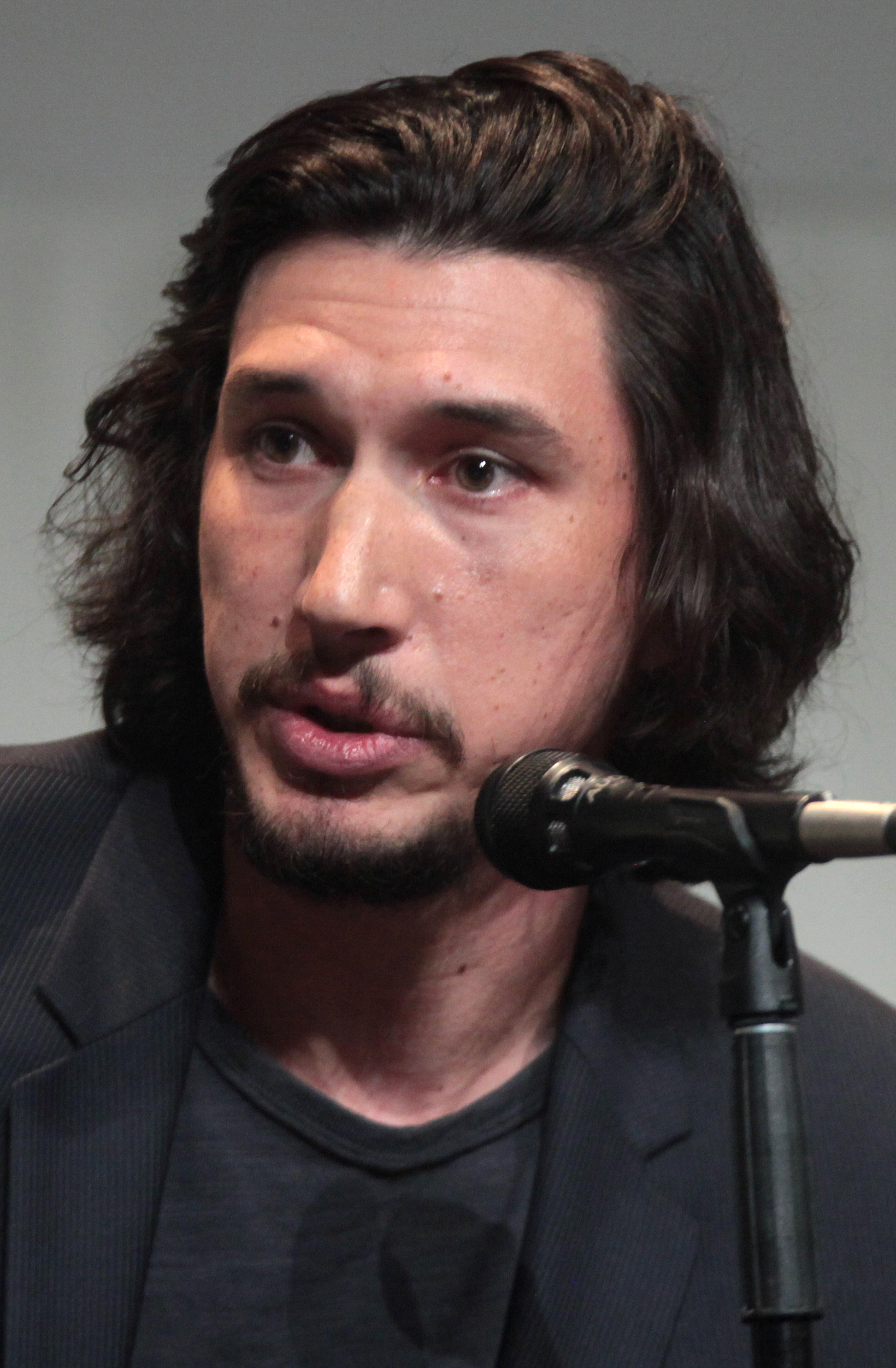
Adam Driver, odtwórca roli Kylo Rena

Urodzony jako Ben Solo, syn Hana Solo i Lei Organy, a więc wnuk Dartha Vadera. Był czuły na Moc, dlatego od chwili narodzin interesował się nim Snoke, który manipulował wydarzeniami wokół chłopca. Był wychowywany przez wuja, Luke’a Skywalkera, na rycerza Jedi. Wzorem swojego dziadka przeszedł jednak na ciemną stronę Mocy. Przyjął imię Kylo Ren i został mistrzem zakonu Rycerzy Ren i komandorem Najwyższego Porządku.
Około 30 lat po bitwie o Endor szukał siedziby Luke’a, by go unicestwić. Torturując pilota Ruchu Oporu Poe Damerona, dowiedział się, że fragment mapy kryjówki wuja znalazł się w pamięci droida BB-8. Po ataku na Takodanę wyczuł Moc w Rey. Porwał kobietę i przewiózł do bazy Starkiller. Gdy bazę zaatakowały siły Ruchu Oporu, Ren natknął się na infiltrującego obiekt ojca. Han starał się go nawrócić na jasną stronę Mocy, lecz Ren go zabił, przebijając go mieczem świetlnym. Zraniony przez Chewbaccę, Kylo ewakuował się z eksplodującego budynku i udał się tropem Rey i Finna. Po pokonaniu byłego szturmowca przez Kylo Rena, Rey wzięła miecz świetlny. Dzięki Mocy udało jej się obezwładnić Rena, ale po chwili zostali rozdzieleni przez szczelinę w ziemi. Z rozkazu Snoke’a, który postanowił dokończyć szkolenie Kylo, na ratunek przybył mu generał Hux i obaj opuścili bazę Starkiller, zanim ta została zniszczona przez pilotów Ruchu Oporu.
W Epizodzie VIII kilkukrotnie komunikuje się mocą z Rey, zabiera ją do sali tronowej Snoke'a, po czym go zabija, podczas bitwy o Crait podejmuje pochopnie decyzje przez co nie udaje mu się zniszczyć Ruchu Oporu.
W Epizodzie IX spotyka Palpatine’a i próbuje przekonać Rey, aby do niego dołączyła. Na wraku Drugiej Gwiazdy Śmierci przegrywa pojedynek z Rey, po czym objawia mu się duch jego ojca (Han Solo). Następnie przechodzi na jasną stronę mocy i staje ramię w ramię z Rey. Ostatecznie po tym jak Rey pokonuje Palpatine’a i sama przy tym ginie, Ben wskrzesza Rey po czym sam umiera z wycieńczenia.